# Кабаши, Ариан
Ариан Кабаши (швед. Arian Kabashi; род. 14 марта 1997) — шведский футболист, нападающий клуба «Хельсингборг».

## Клубная карьера
Начинал заниматься футболом в «Хестрафорсе». В 14-летнем возрасте перешёл в «Эльфсборг», где выступал за юношеские команды. В конце 2016 года подписал с клубом молодёжный контракт. 26 февраля 2017 года в матче группового этапа кубка страны с «Юттерхогдалем» впервые сыграл за основной состав, выйдя на замену в середине второго тайма вместо Йеспера Карлссона. 8 апреля 2018 года дебютировал в чемпионате Швеции в игре с «Кальмаром», заменив Симона Ульссона. В январе 2019 года на правах аренды на полгода перешёл в ГАИС.
В декабре 2019 года отправился в очередную аренду в «Далькурд» сроком до конца следующего сезона. По итогам первого сезона клуб вылетел в первый дивизион, но Кабаши остался в команде на постоянной основе, заключив двухлетний контракт. За два с половиной сезона, проведённых в команде, нападающий принял участие в 71 матче во всех турнирах и забил 15 мячей.
В августе 2022 перешёл в «Хельсингборг». Срок соглашения рассчитан на три с половиной года. 8 августа дебютировал в чемпионате Швеции в игре с «Хеккеном», появившись в середине первого тайма вместо получившего травму Александра Фальцетаса.

## Карьера в сборной
Помимо Швеции, где он родился, Кабаши может представлять также Албанию и Косово. В 2016 году сообщил, что будет представлять сборные Косова. В январе 2017 года получил вызов в молодёжную сборную Албании, но в официальный матчах участия не принимал.

## Клубная статистика
| Выступление      | Выступление      | Выступление      | Лига | Лига | Кубки | Кубки | Конт. кубки | Конт. кубки | Разное | Разное | Итого | Итого |
| Клуб             | Лига             | Сезон            | Игры | Голы | Игры  | Голы  | Игры        | Голы        | Игры   | Голы   | Игры  | Голы  |
| ---------------- | ---------------- | ---------------- | ---- | ---- | ----- | ----- | ----------- | ----------- | ------ | ------ | ----- | ----- |
| Эльфсборг        | Алльсвенскан     | 2017             | 0    | 0    | 3     | 1     | 0           | 0           | 0      | 0      | 3     | 1     |
| Эльфсборг        | Алльсвенскан     | 2018             | 5    | 0    | 1     | 1     | 0           | 0           | 0      | 0      | 6     | 1     |
| Эльфсборг        | Алльсвенскан     | 2019             | 0    | 0    | 1     | 0     | 0           | 0           | 0      | 0      | 1     | 0     |
| Эльфсборг        | Итого            | Итого            | 5    | 0    | 5     | 2     | 0           | 0           | 0      | 0      | 10    | 2     |
| ГАИС             | Суперэттан       | 2019             | 12   | 1    | 2     | 0     | 0           | 0           | 0      | 0      | 14    | 1     |
| ГАИС             | Итого            | Итого            | 12   | 1    | 2     | 0     | 0           | 0           | 0      | 0      | 14    | 1     |
| Далькурд         | Суперэттан       | 2020             | 24   | 3    | 4     | 1     | 0           | 0           | 0      | 0      | 28    | 4     |
| Далькурд         | Дивизион 1       | 2021             | 24   | 6    | 3     | 0     | 0           | 0           | 2      | 0      | 29    | 6     |
| Далькурд         | Суперэттан       | 2022             | 16   | 5    | 0     | 0     | 0           | 0           | 0      | 0      | 16    | 5     |
| Далькурд         | Итого            | Итого            | 64   | 14   | 7     | 1     | 0           | 0           | 0      | 0      | 71    | 15    |
| Хельсингборг     | Алльсвенскан     | 2022             | 9    | 1    | 1     | 0     | 0           | 0           | 0      | 0      | 10    | 1     |
| Хельсингборг     | Итого            | Итого            | 9    | 1    | 1     | 0     | 0           | 0           | 0      | 0      | 10    | 1     |
| Всего за карьеру | Всего за карьеру | Всего за карьеру | 90   | 16   | 15    | 3     | 0           | 0           | 2      | 0      | 107   | 19    |